# لوسیندا جنی
لوسیندا جنی (انگلیسی: Lucinda Jenney؛ زادهٔ ۲۳ آوریل ۱۹۵۴) یک بازیگر سینما، و هنرپیشه اهل ایالات متحده آمریکا است.
از فیلم‌های معروف که او در آن بازی کرده است می‌توان به بازی در فیلم چه رویاهایی که می آیند، سیزده روز، پیشگویی‌های مرد شاپرکی، دیوانه/زیبا، چگونه سگ همسایه خود را بکشید، آخرین باری که خودکشی کردم، رحمت قلب من، آبی بیابان، نازک‌تر و شهر دیوانه اشاره کرد.